# 스케가와정
스케가와정(助川町)은 이바라키현 다가군에 일찍이 존재했던 정이다. 

## 지리
- 현재의 히타치시의 중부에 위치한다.
- 촌역은 다가산지의 일부에 위치하여 산이 많은 지형으로 되어 있다.
- 촌은 태평양에 면해 있다.

## 역사
- 1889년 4월 1일 - 정촌제 시행에 의해 오세촌, 스케가와촌이 합병해 다가군 다카스즈촌이 성립하였다.
- 1925년 1월 1일 - 다카스즈촌이 정으로 승격・개칭해 스케가와정이 되었다.
- 1939년 9월 1일 - 히타치정과 합병해 히타치시가 성립하여, 동일 스케가와정은 폐지되었다.

## 인구
| 1891년 | 2,830  |
| 1920년 | 8,401  |
| 1935년 | 22,158 |
| 1938년 | 30,937 |

## 교통

### 철도
- 일본국유철도 조반선

### 도로
- 1급 국도
  - 국도 제6호선

## 참고문헌
- 角川日本地名大辞典編纂委員会『角川日本地名大辞典 8 茨城県』、角川書店、1983年 ISBN 4040010809、166、551、592、1101頁
- 日本加除出版株式会社編集部『全国市町村名変遷総覧』、日本加除出版、2006年、ISBN 4817813180、198頁